# Seloutky

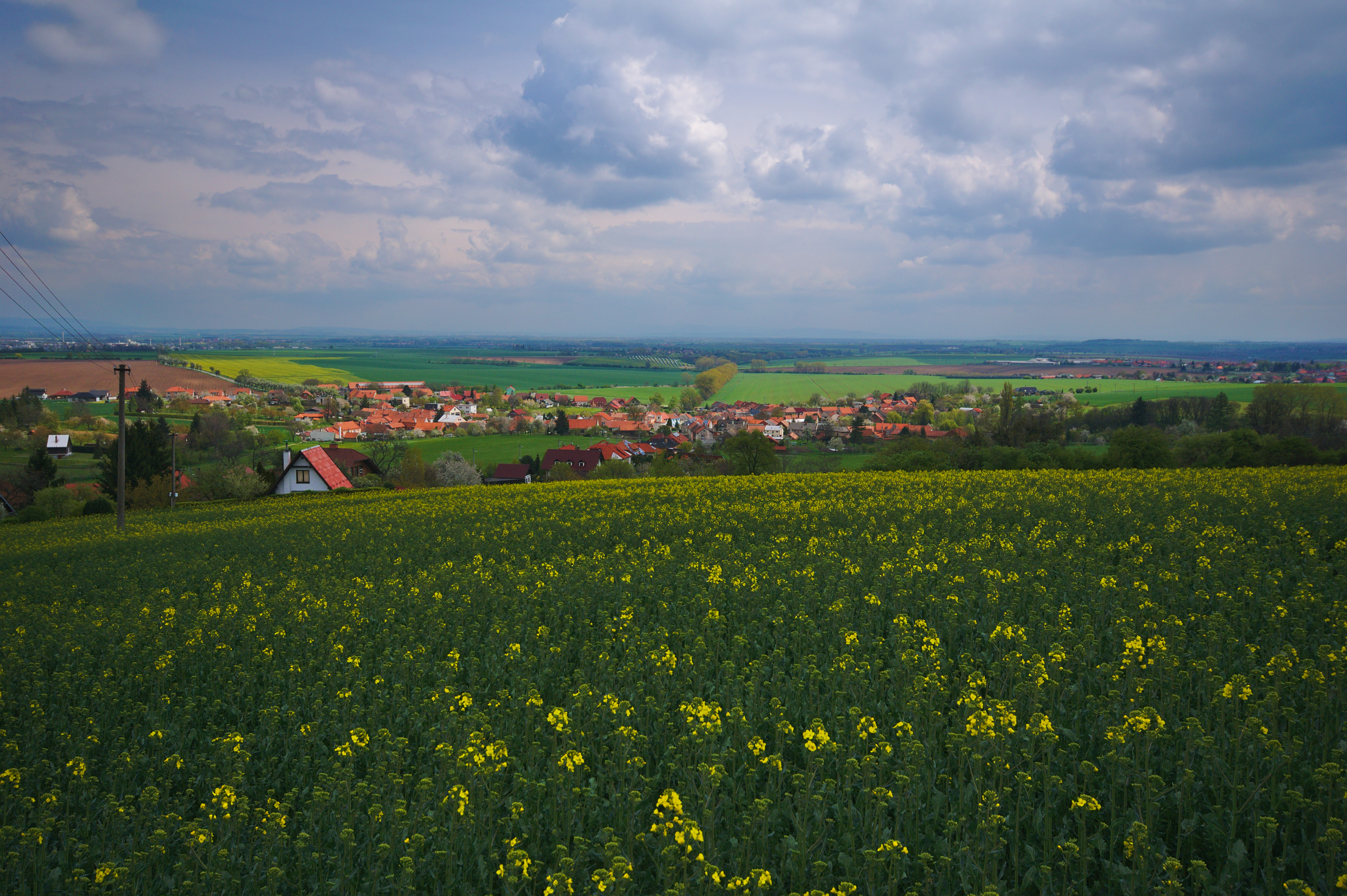
Blick von den Záhoří auf Seloutky

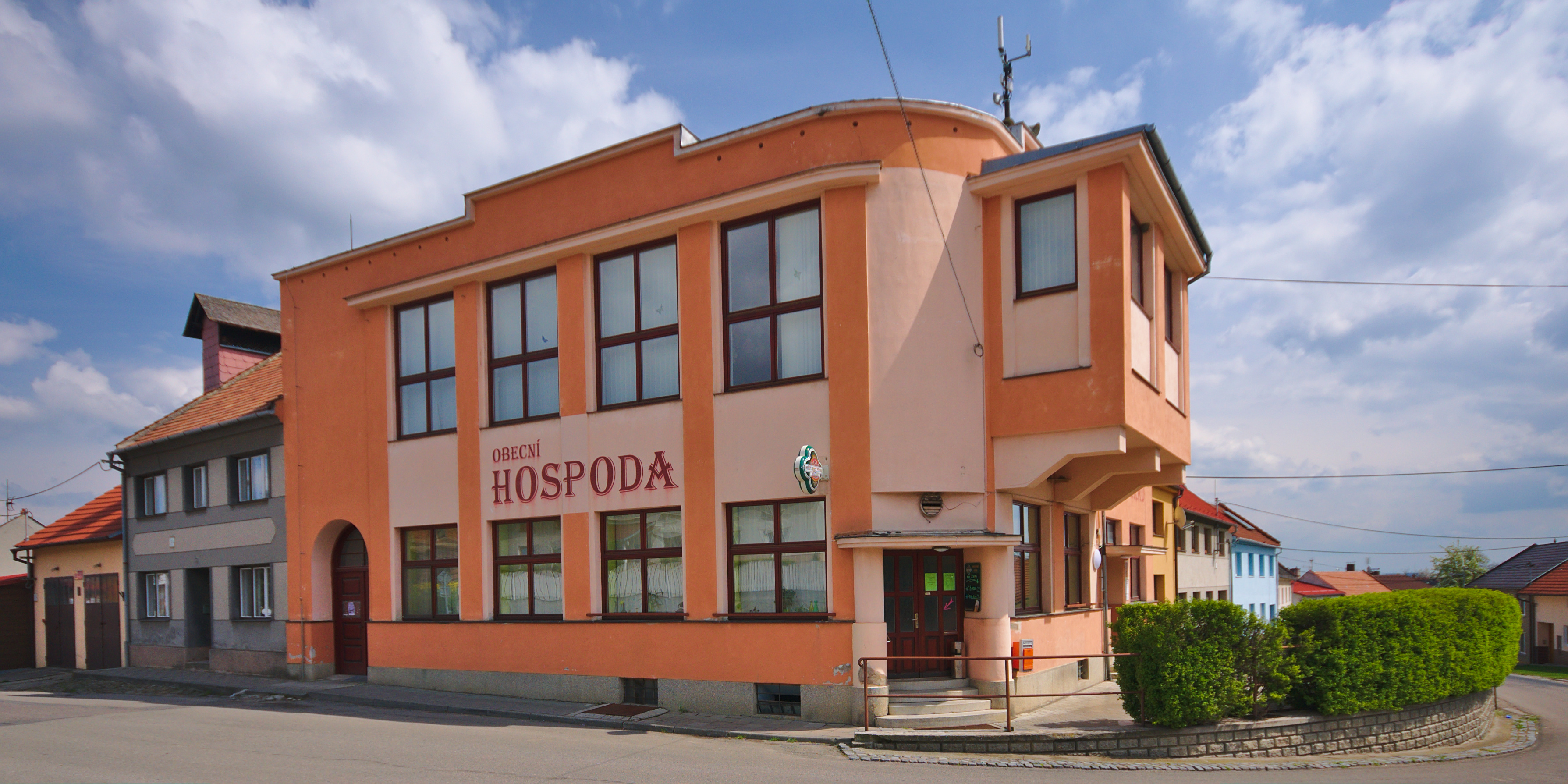
Gemeindeschänke und Spritzenhaus

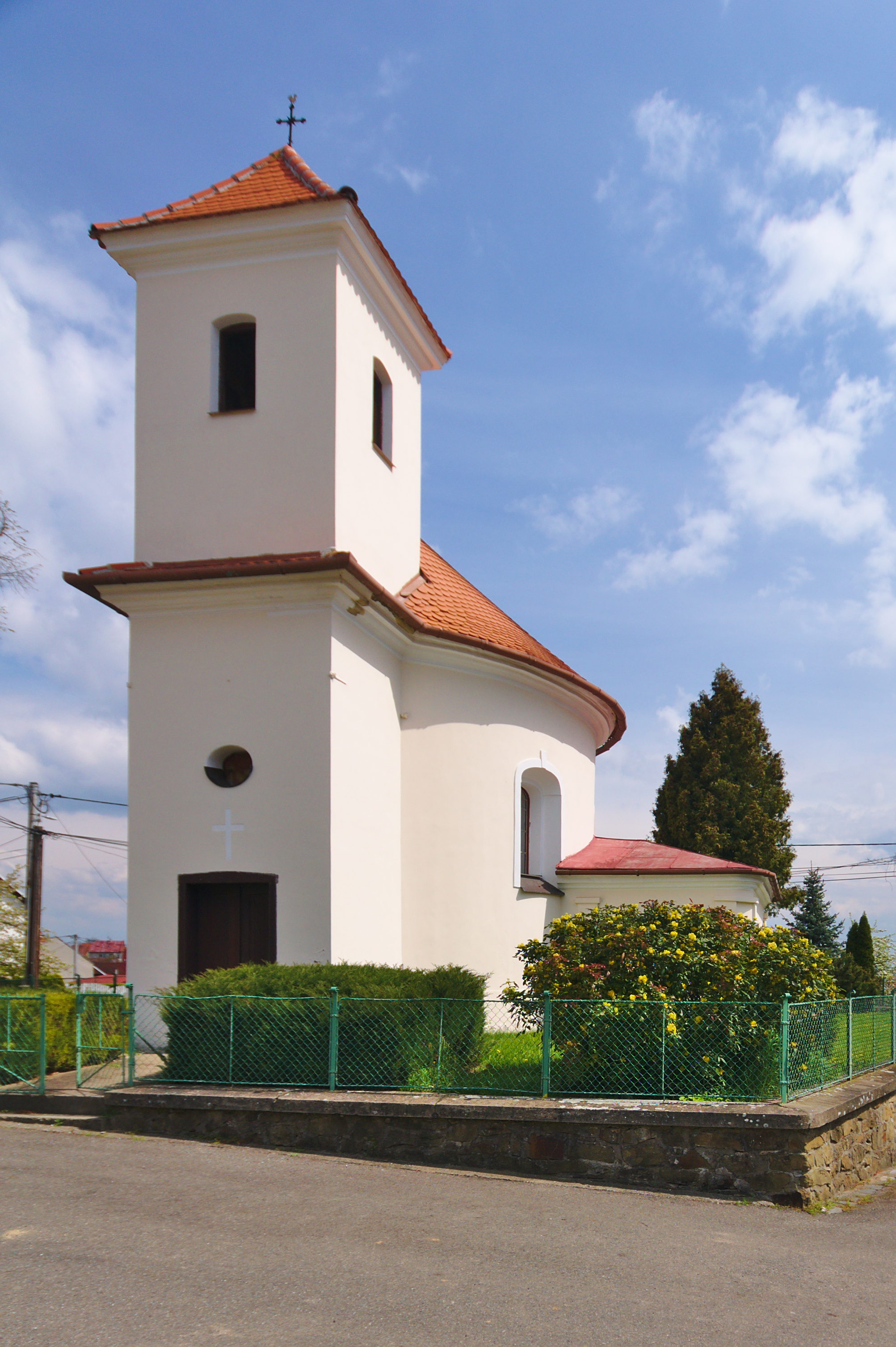
Kapelle Mariä Himmelfahrt

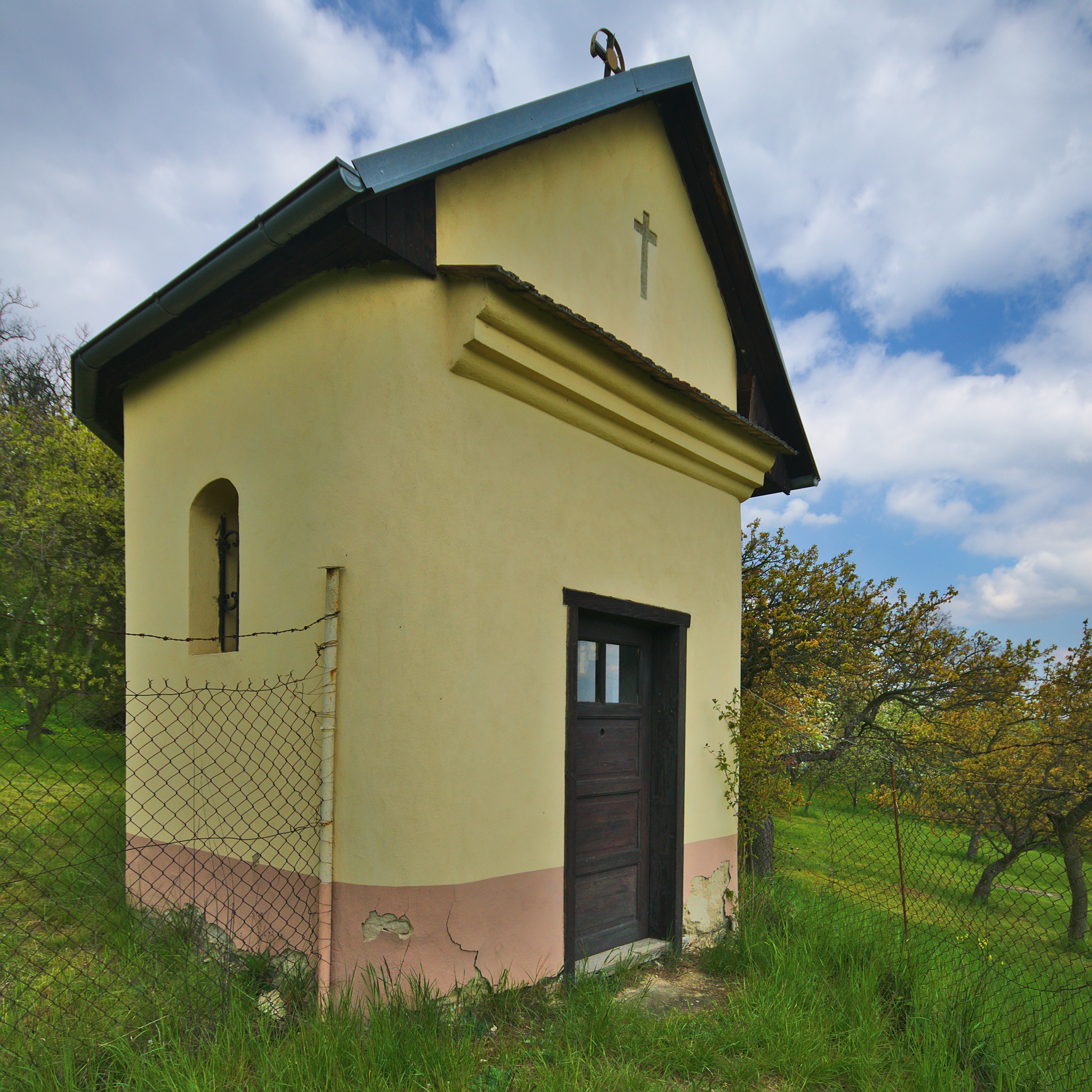
Kapelle St. Sebastian in den Weinbergen

Seloutky (deutsch Seloutek) ist eine Gemeinde in Tschechien. Sie liegt fünf Kilometer südwestlich von Prostějov und gehört zum Okres Prostějov.

## Geographie
Seloutky befindet sich am östlichen Fuße der Záhoří in der Obermährischen Senke (Hornomoravský úval). Durch das Dorf fließt der Bach Seloutský potok. Südwestlich erhebt sich der Spálený kopec (433 m. n.m.), im Westen der Chlum (412 m. n.m.) sowie nordwestlich der Záhoří (346 m. n.m.) und der Kotouč (358 m. n.m.).
Nachbarorte sind Stichovice, Mostkovice, Domamyslice und Čechovice im Norden, Krasice, Anenské Předměstí, Brněnské Předměstí und Kralický Háj im Nordosten, Václavovice und Žešov im Osten, Určice im Südosten, Vincencov im Süden, Alojzov, Křenůvky und Prostějovičky im Südwesten, Osina und Krumsín im Westen sowie Žárovice, Soběsuky und Plumlov im Nordwesten.

## Geschichte
Die erste schriftliche Erwähnung von Selutice erfolgte 1325, als König Johann von Luxemburg das Dorf zusammen mit Žakowic, Moskowic, Buchčyn und Drozdowic an den Olmützer Oberstkämmerer Wok von Krawarn abtrat, der sie seiner Burgherrschaft Plumenau zuschlug. Ein Teil des Dorfes gehörte zu dieser Zeit dem Kloster des hl. Jakobus in Olmütz. Selutky blieb jedoch nicht lange bei Plumenau. Bereits 1342 nannte sich Boreš von Seloutky nach dem Dorf. Im Jahre 1353 war Seloutky Sitz der Brüder Křístek und Jakob von Seloutky. Letzterer ist noch bis 1378 nachweislich und wurde danach von seinem Sohn Adam beerbt. Zum Ende des 14. Jahrhunderts war Herš von Trpenowic Besitzer des Gutes Selitky; er überschrieb 1398 die Feste Selitky mit zwei Zinslahn, sechs Gehöften und weiteren Grundstücken sowie einem Teil des Dorfes Klobuk landtäflig dem Ludwik von Ubussyn. Im Jahre 1406 nannte sich Artleb von Seloutky nach dem Dorf; es ist anzunehmen, dass er Besitzer eines Anteils war. 1437 überschrieb Johann von Dobrawoda-Seloutky die Feste Seloutky mit einem Freihof, zwei Zinslahn und fünf Gehöften an Zich von Wolfsberg, der sie seinen drei Töchtern vererbte. Johanna von Wolfsberg löste 1483 die schwesterlichen Anteile ein. Sie hinterließ das aus der Feste, einem Hof, dem größten Teil des Dorfes Seloutky sowie dem Freihof Klobuček bestehende Gut Seloutky ihrem Witwer Johann Děwečký von Herstein. Dieser veräußerte das Gut 1493 an den Besitzer der Herrschaft Plumenau, Vratislav von Pernstein, der es mit seiner Herrschaft vereinigte. Einen kleineren Anteil erwarb Sigmund von Certorej-Dětkowic als Mitgift, er überschrieb den Anteil 1495 seinem Vetter Johann von Certorej. Im Jahre 1558 bewilligte Vojtěch von Pernstein die Anlegung eines Weinberges.
Nach dem Tode des Johann von Pernstein verkauften dessen Erben die verschuldete Herrschaft Plumenau im Jahre 1600 an Karl von Liechtenstein; sie wurde damit Teil des großen Majorates des Hauses Liechtenstein. Um 1670 wurde eine dem hl. Laurentius geweihte Kapelle errichtet. In der Mitte des 18. Jahrhunderts wurde die Namensform Seloutky gebräuchlich, um 1800 wurden zudem die Schreibweisen Selótky bzw. Selutky verwendet. Im Jahre 1790 begann eine Sammlung zum Bau einer neuen Kapelle, der zwischen 1801 und 1802 realisiert wurde. Der Weinbau in den Hügeln westlich des Dorfes wurde im Laufe der Zeit aufgegeben; es blieb der Flurname Vinohrady. 
Im Jahre 1835 bestand das im Olmützer Kreis gelegene Dorf Selautek, auch Selutek bzw. Selautký genannt, aus 59 Häusern mit 392 mährischsprachigen Einwohnern. Haupterwerbsquelle bildete die Landwirtschaft. Im Ort gab es eine Kapelle Mariä Himmelfahrt. Pfarr- und Schulort war Urtschitz. Am 20. April 1836 erbte Fürst Alois von und zu Liechtenstein die Herrschaft. Bis zur Mitte des 19. Jahrhunderts blieb Selautek der Fideikommissherrschaft Plumenau untertänig.
Nach der Aufhebung der Patrimonialherrschaften bildete Seloutky / Seloutek mit dem Ortsteil Alojzov / Aloisdorf eine Gemeinde im Gerichtsbezirk Plumenau. Am Hang des Chlum wurden 1865 Bergbauversuche auf Kohle begonnen. Ab 1869 gehörte Seloutky zum Bezirk Proßnitz; zu dieser Zeit hatte das Dorf 437 Einwohner und bestand aus 68 Häusern. Im Jahre 1900 lebten in Seloutky 505 Personen; 1910 waren es 563. Nach dem Ersten Weltkrieg zerfiel der Vielvölkerstaat Österreich-Ungarn, die Gemeinde wurde 1918 Teil der neu gebildeten Tschechoslowakischen Republik. Beim Zensus von 1921 lebten in den 103 Häusern von Seloutky 558 Personen, davon 555 Tschechen und zwei Deutsche. Alojzov löste sich 1922 los und bildete eine eigene Gemeinde. 1930 bestand Seloutky aus 112 Häusern und hatte 529 Einwohner. Von 1939 bis 1945 gehörte Seloutky / Seloutek zum Protektorat Böhmen und Mähren. Im Jahre 1950 hatte die Gemeinde 521 Einwohner. 1964 wurde Seloutky nach Určice eingemeindet. Seit dem 28. Februar 1990 besteht die Gemeinde Seloutky wieder. Beim Zensus von 2001 lebten in den 151 Häusern der Gemeinde 430 Personen. Seit 2003 führt Seloutky ein Wappen und Banner.

## Sehenswürdigkeiten
- Kapelle Mariä Himmelfahrt, im Ortszentrum, erbaut 1801–1802. Sie wurde wahrscheinlich als Ersatz für die am Abzweig nach Domamyslice gestandene, kleine Kapelle des hl. Laurentius errichtet. Für den Kapellenbau erfolgte zwischen 1790 und 1800 eine Sammlung, die 600 Gulden erbrachte. Die Herrschaft Plumenau stellte dafür 15 Quadratklafter Baugrund vor dem Jägerhaus zur Verfügung. Die finanziellen Mittel für den im Frühjahr 1801 begonnenen Bau waren im Juli 1801 aufgebraucht. Auf ein Unterstützungsgesuch der Gemeinde spendete Fürst Alois I. von Liechtenstein zur Fortführung des Baus 10.000 schlechte Ziegeln und das Balkenholz. Die im Herbst 1802 vollendete Kapelle wurde 1803 geweiht.
- Steinernes Kreuz, hinter der Kapelle Mariä Himmelfahrt
- Statue der Jungfrau von Lourdes, hinter der Kapelle Mariä Himmelfahrt
- Kapelle des hl. Sebastian, in den ehemaligen Weinbergen westlich des Dorfes am Hang unterhalb der Všetičková skála. Sie entstand wahrscheinlich zwischen 1834 und 1836. Unweit davon befindet sich ein Aussichtsaltan mit Ausblick über die Obermährische Senke zum Niederen Gesenke und den Hosteiner Bergen.
- Kreuz an der Straße nach Prostějov, geschaffen 1794
- Denkmal für die Gefallenen des Ersten Weltkriegs, enthüllt 1928. Errichtet wurde es vom Olmützer Unternehmen Semerák a spol.; die Baukosten betrugen 15.000 Kčs.
- Gedenkstein für František Kopečný
- Naturdenkmal Dolní vinohrádky in den Záhoří, die Steppenflora mit Population des Flaum-Steinrösleins ist seit 1952 auf einer Fläche von 0,38 ha unter Schutz gestellt.[5]
- Renaissancekelch von Seloutky. Der 21 cm hohe vergoldete Silberkelch aus dem Jahre 1538 mit reichhaltigen Verzierungen gehört zum Inventar der Kapelle Mariä Himmelfahrt und befindet sich heute im Erzdiözesanmuseum Olmütz. Im unteren Teil ist er mit drei Medaillons mit eingravierten Köpfen, die Kaiser Ferdinand I., Sultan Süleyman I. sowie eine Frau darstellen. Wer ihn der Kapelle überließ, ist unbekannt.

## Archäologische Fundplätze
- Burgstätte Na Čechovicku auf dem Záhoří, auf der Kuppe bestand während der Spätsteinzeit und Trichterbecherkultur eine befestigte Siedlung. Das 4 ha große Areal wurde seit 1898 mehrfach archäologisch untersucht.[6]
- Mittelalterliche Ortswüstung Klobůčky (Klobuk), nördlich des Dorfes an der Straße nach Domamyslice

## Persönlichkeiten
- František Kopečný (1909–1990), der Slawist und Bohemist wuchs in Seloutky auf.